# Frösö trivialskola

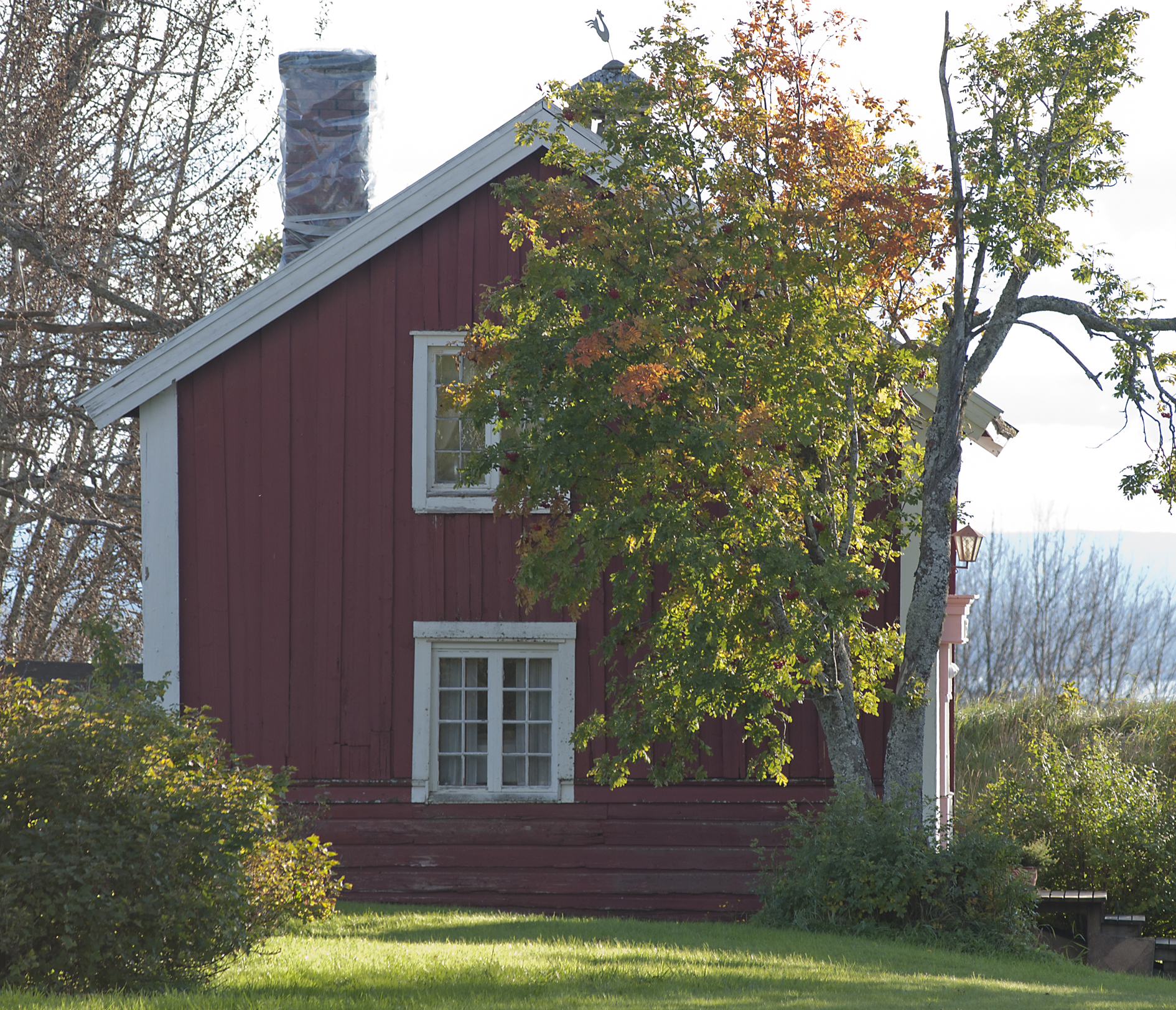
Rektorsbostaden (2011)

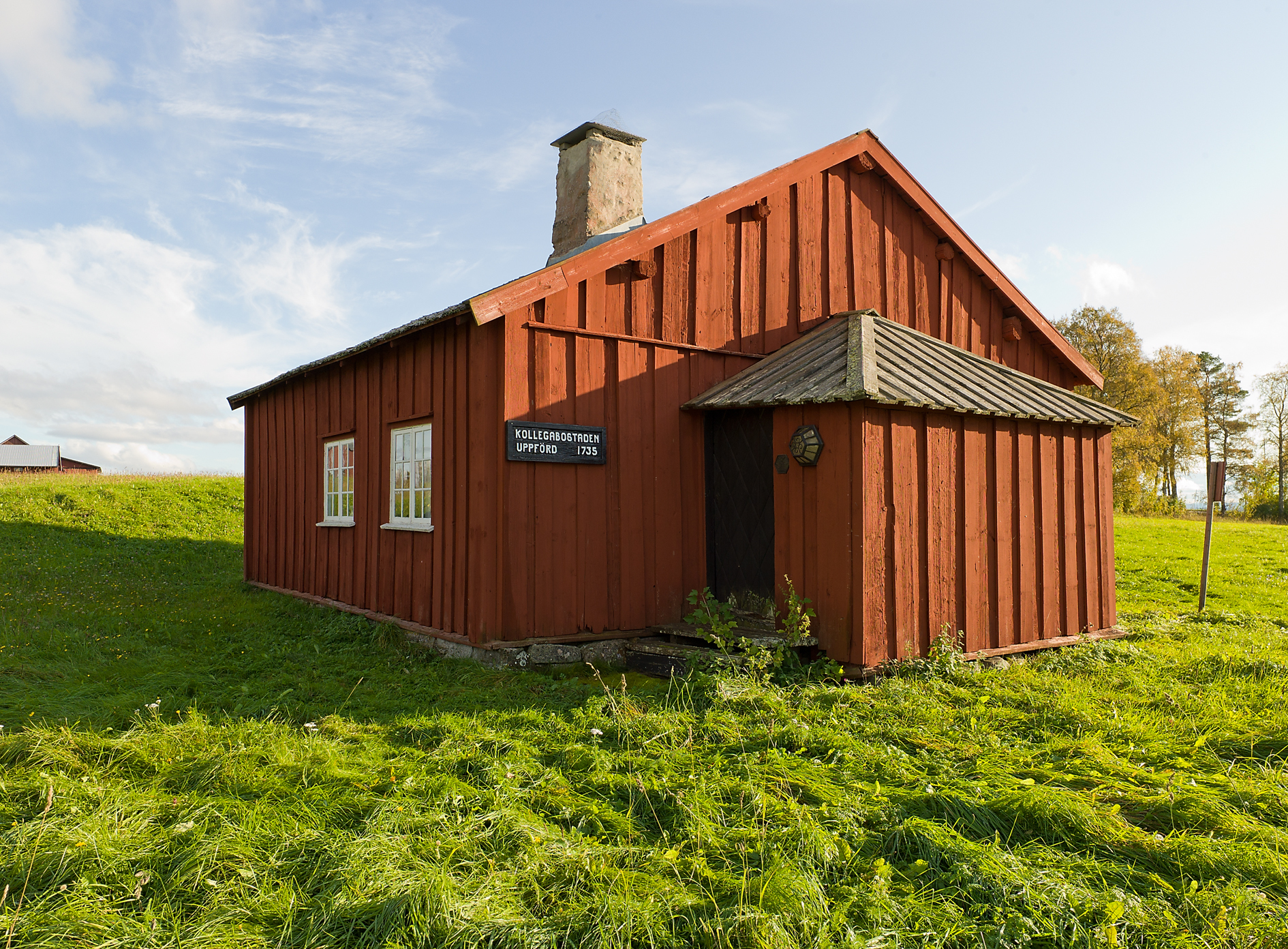
Lärarbostaden (2011)

Frösö trivialskola var Jämtlands första egentliga skola vid Stocke på västra Frösön, instiftad 1674 men i verksamhet först från 1679, som ett led i att försvenska de norsksinnade jämtarna. Biblioteket, två av lärarbostäderna och skolans husgrund finns bevarade, jämte en minnessten.
Texten på minnesstenen lyder: "Hinc lumen ortum Jemtlandiam illustravit" (Härifrån strålade ljuset ut över Jämtland).

## Historia

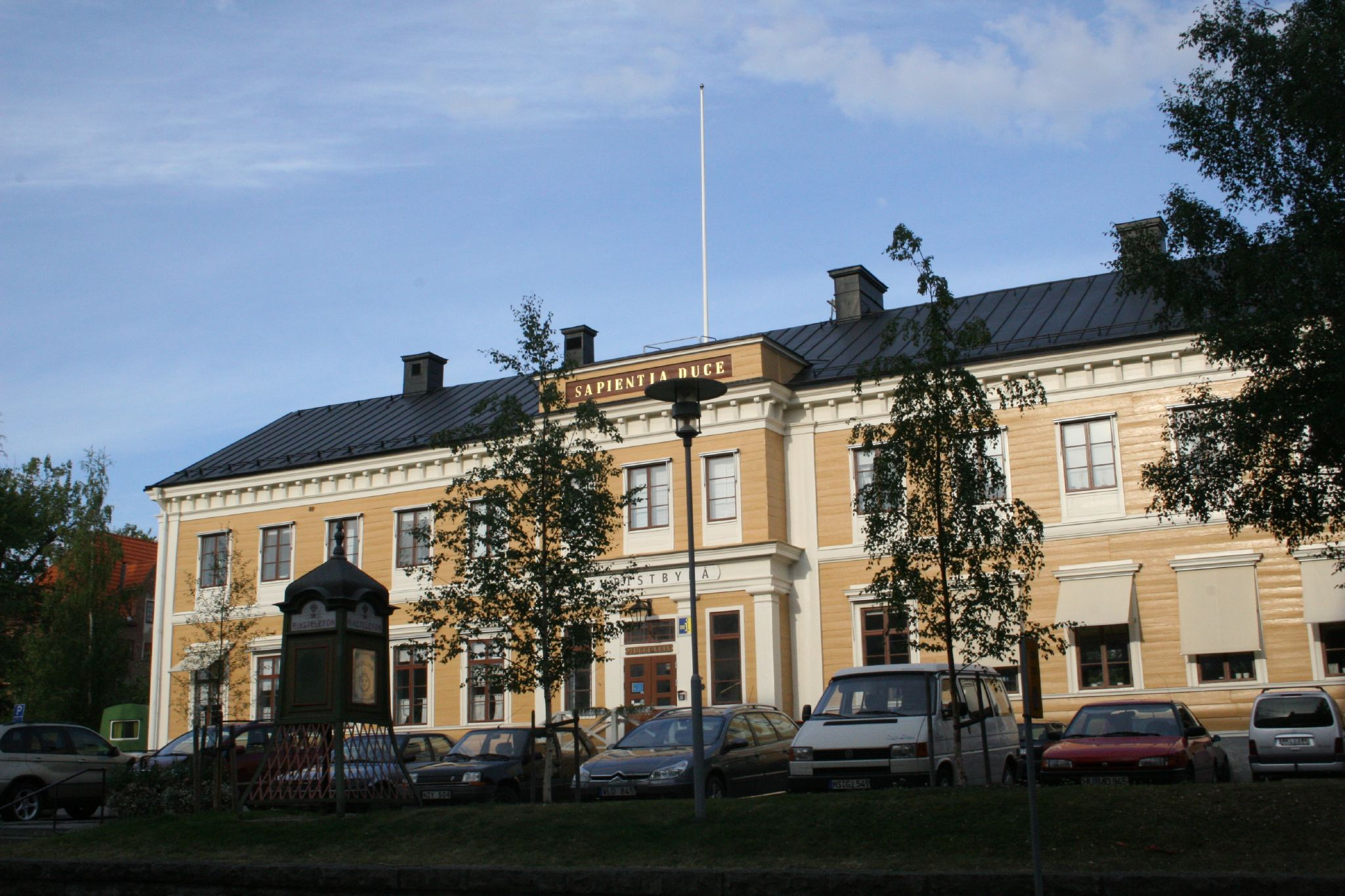
Gamla läroverket i Östersund.

Jämtlands första skola grundades på danske kungens befallning år 1578 vid Västerhus kapell några hundra meter från Stocke, men den skolverksamheten blev kortvarig, endast omkring 20 år.
Prosten i Offerdals socken, Zacharias Olai Plantin, deltog i grundandet av Frösö trivialskola och var skolans förste inspektor.
Eleverna var till en början inackorderade i traktens stugor, men 1812 inrättades en internatsbyggnad. Eleverna fick föra mat med sig för hela terminen, undervisningstider, matvillkoren med mera beslutades i förväg och kungjordes i kyrkorna i hela landskapet. 1833 utnämndes Jonas Nordqvist till skolans rektor, en tjänst han innehade till sin död 22 mars 1853. Hans grav finns på gamla kyrkans kyrkogård.
I början av oktober 1847 flyttades Frösö trivialskola in till Östersund och bytte namn till Östersunds Elementarskola. Under dom första åren genomfördes undervisningen i provisoriska lokaler. Dom första lokalerna fanns i färgareänkan Fjällmans hus på köpmangatan. Det nya huset på kyrkgatan blev högtidligt invigt 1 december 1849. Genom skolstadgan 1856 infördes benämningen Elementarläroverk och blev 1878 högre allmänt läroverk. En drivkraft för flyttandet av skolan var läkaren Pehr Rissler som studerade i den gamla skolan i sin ungdom. Frösö trivialskola lever vidare i dag som Jämtlands Gymnasium Wargentin. Internatsbyggnaden var i bruk ända fram till 1857.

## Biblioteket
Biblioteket är den mest iögonfallande byggnaden som finns kvar från trivialskolans tid. Den kallas för det 
"Zetterströmska biblioteket", då det tillkom genom att professor Carl Zetterström testamenterade en stor boksamling till länet, som fördes dit från Uppsala år 1833. Byggnaden används idag som museum av Frösö hembygdsförening.

## Kända elever
Flera historiskt kända personer har gått på denna skola, bland annat medicinprofessorn
Carl Zetterström, Erik af Edholm, livmedikus hos Karl XIV Johan, Johan Bredman,  astronomiprofessor, den samiske poeten Anders Fjellner ("samernas Homeros"), astronomen Olof Hjorter, Nils Larson i Tullus, bondeståndets siste talman samt Per Wargentin, astronom och statistiker, upphovsman till det som så småningom skulle bli Statistiska Centralbyrån.